# Колона Геліодора

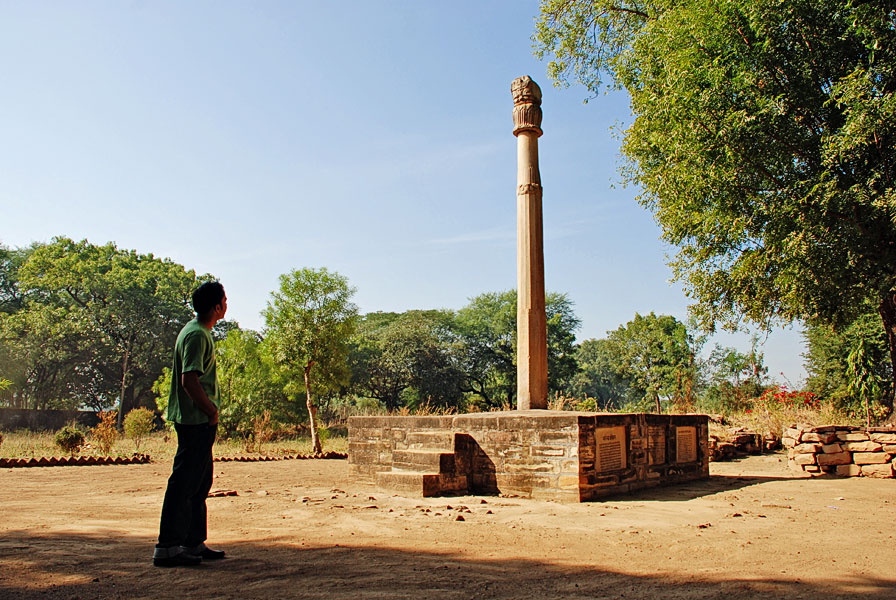
Колона Геліодора

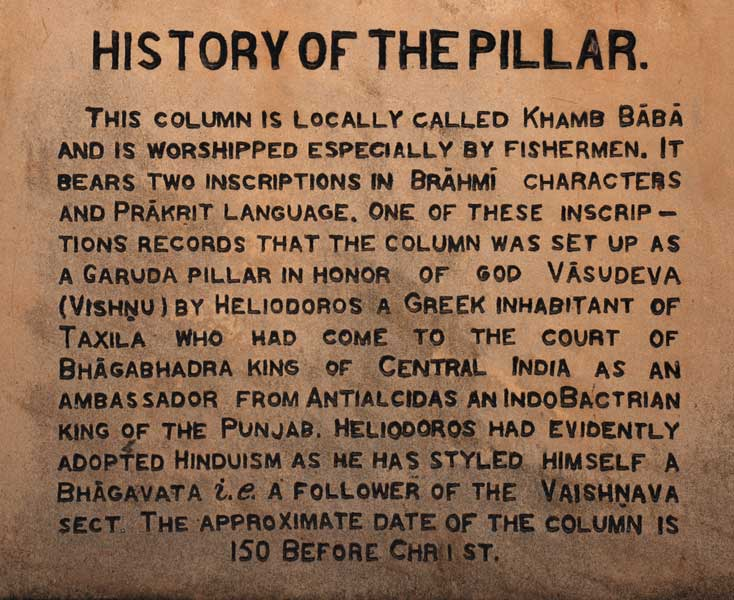
Табличка з інформацією про колону Геліодора, встановлена Археологічним управлінням Індії

Колона Геліодо́ра — колона, споруджена близько 113 року до н. е. в центральній Індії у Відіші, поблизу сучасного міста Беснагар у штаті Мадг'я-Прадеш. Згідно з написом на колоні, її встановив грецький посол індо-грецького царя Антіалкіда на ім'я Геліодор. Колона розташована за 8 кілометрів від відомої буддистської ступи в Санчі.
Колону Геліодор присвятив Васудеві, якого він у написі називає богом Богів. Колону вінчала статуя Ґаруди, і стояла вона перед входом до храму Васудеви.
На колоні є два написи на брахмі:
Перший напис описує те, ким був Геліодор і яким був його стосунок до царства Шунга та індо-грецьких царів:
Напис свідчить, що Геліодор був бгагаватою, що санскритом означає «той, хто поклоняється, вшановує Бгаґавана». На думку вчених, цей напис показує, що Геліодор був одним із греків, що навернулися у вайшнавізм і поклонялися Крішні ще в II столітті до н. е. Геліодора вчені вважають послідовником релігії бгаґавата, ранньої форми кришнаїзму.
Другий напис, що зберігся тільки частково, описує деякі деталі віри, до якої належав Геліодор: